# Australie aux Jeux paralympiques d'hiver de 2010
Cet article présente des informations sur la participation et les résultats de l'Australie aux Jeux paralympiques d'hiver de 2010.

## Médailles

### Or
| Sport              | Discipline | Sportifs | Performance |
| Médailles d'or : 0 |            |          |             |

### Argent
| Sport                  | Discipline               | Sportifs       | Performance |
| Médailles d'argent : 1 |                          |                |             |
| Ski alpin              | Descente hommes - debout | Marty Mayberry | 1:22.78     |

### Bronze
| Sport                   | Discipline                        | Sportifs               | Performance |
| Médailles de bronze : 3 |                                   |                        |             |
| Ski alpin               | Slalom femmes - personnes aveugle | Jessica Gallagher      | 2:04.35     |
| Ski alpin               | Slalom hommes - debout            | Cameron Rahles-Rahbula | 1:47.69     |
| Ski alpin               | Super combiné hommes - debout     | Cameron Rahles-Rahbula |             |

## Engagés par sport

### Ski alpin
Hommes
- Bart Bunting
- Shannon Dallas
- Mitchell Gourley
- Toby Kane
- Marty Mayberry
- Cameron Rahles-Rahbula
- Nicholas Watts

Femmes
- Jessica Gallagher
- Melissa Perrine

### Ski de fond
Hommes
- James Millar
- Dominic Monypenny

## Source
- Site officiel des JO d'hiver de Vancouver 2010